# Martone
Martone ist eine italienische Stadt in der Metropolitanstadt Reggio Calabria in Kalabrien mit 491 Einwohnern (Stand 31. Dezember 2023).

## Lage und Daten
Martone liegt 106 km nordöstlich von Reggio Calabria an den Hängen der Serre. Die Nachbargemeinden sind Fabrizia (VV), Gioiosa Ionica, Grotteria, Nardodipace (VV), Roccella Ionica und San Giovanni di Gerace.
Der Bahnhof Martone lag an der schmalspurigen Bahnstrecke Gioiosa Jonica–Mammola.

## Sehenswürdigkeiten
Das mittelalterliche Ortszentrum ist zum Teil erhalten. In der Umgebung des Ortes befinden sich byzantinische Nekropolen im Tuffstein. Das Fest des Stadtpatrons San Giorgio wird im August gefeiert. Dabei wird ein Wettbewerb veranstaltet, bei dem ein 25 Meter hoher eingefetteter Baumstamm bestiegen werden muss, auf dem Geschenke angebracht sind.